# Холмівка (зупинний пункт)
Хо́лмівка — пасажирський залізничний зупинний пункт Конотопської дирекції Південно-Західної залізниці на лінії Хутір-Михайлівський — Ворожба.
Розташований неподалік від села Нарбутівка Глухівського району Сумської області між станціями Свеса (12 км) та Есмань (6 км).
Станом на початок 2025 р. пасажирського сполучення немає. 